# Ajalonská železniční trať

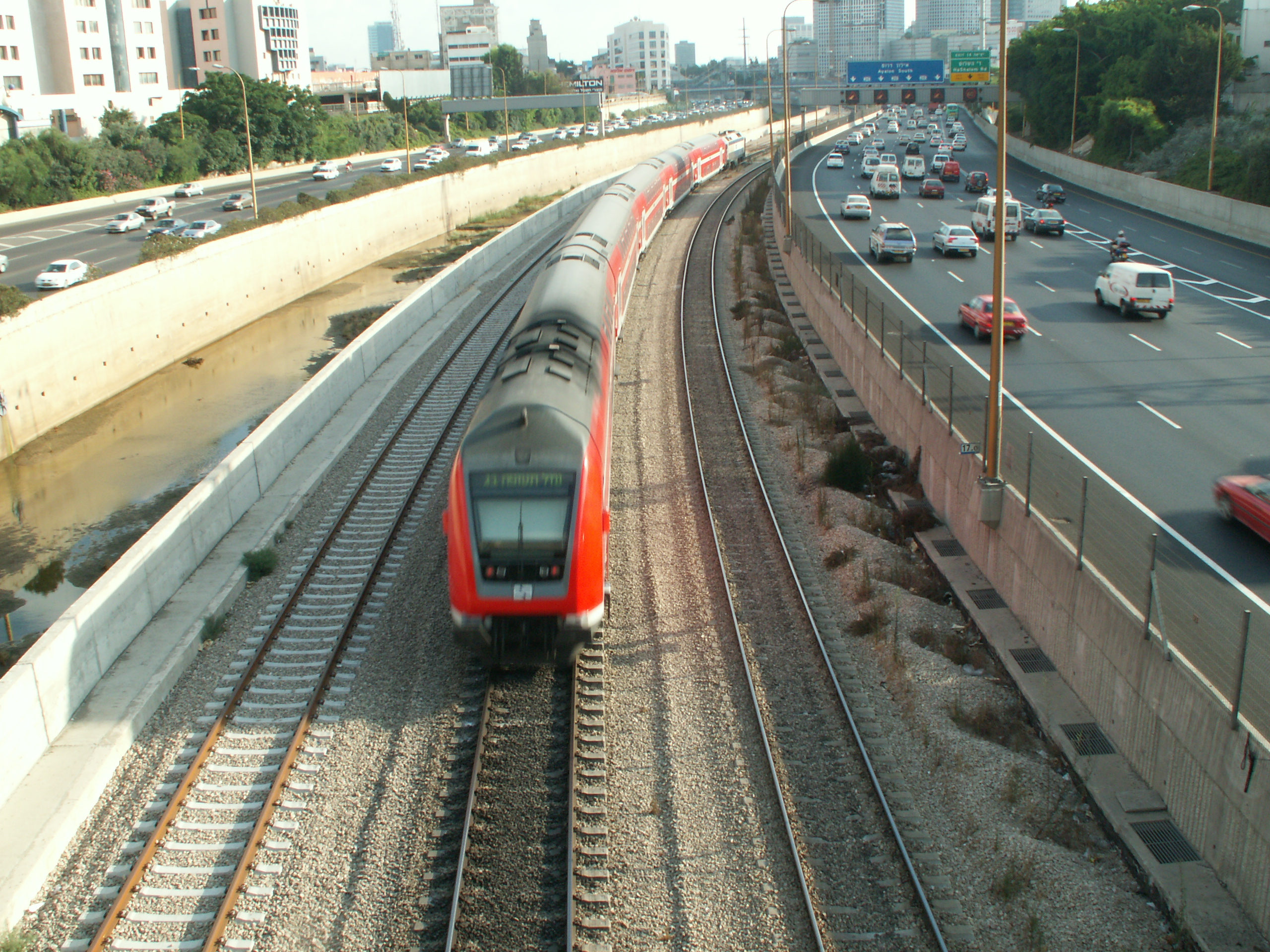
Ajalonská železniční trať, vlevo od ní koryto Nachal Ajalon, po stranách Ajalonská dálnice.

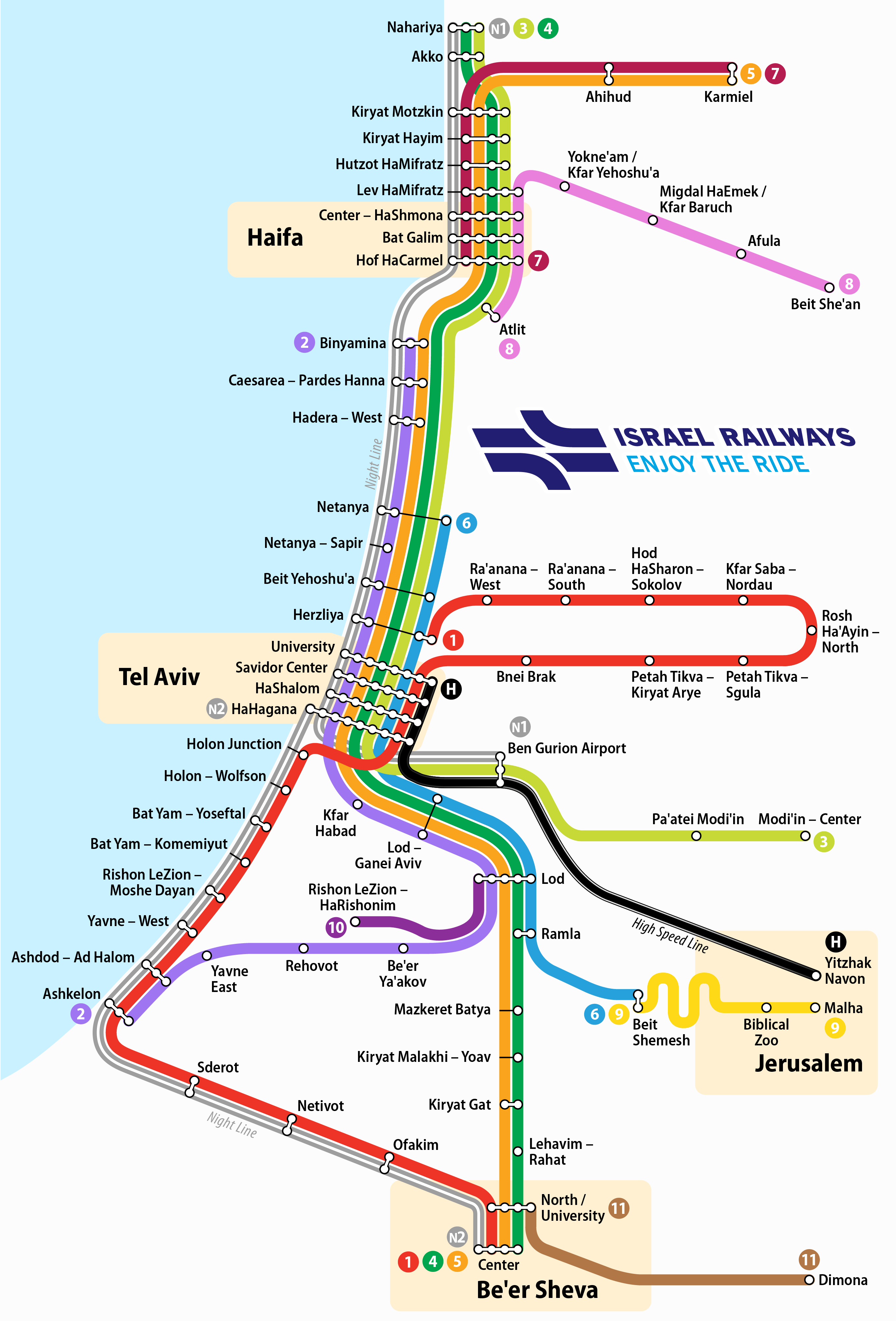
Schéma linkového vedení izraelských drah roku 2018. Čtyři stanice Ajalonské trati byly tehdy nejvytíženější v celém Izraeli. Každou z nich projíždělo sedm vlakových linek (osmá je zatím budovaná rychlodráha do Jeruzaléma.

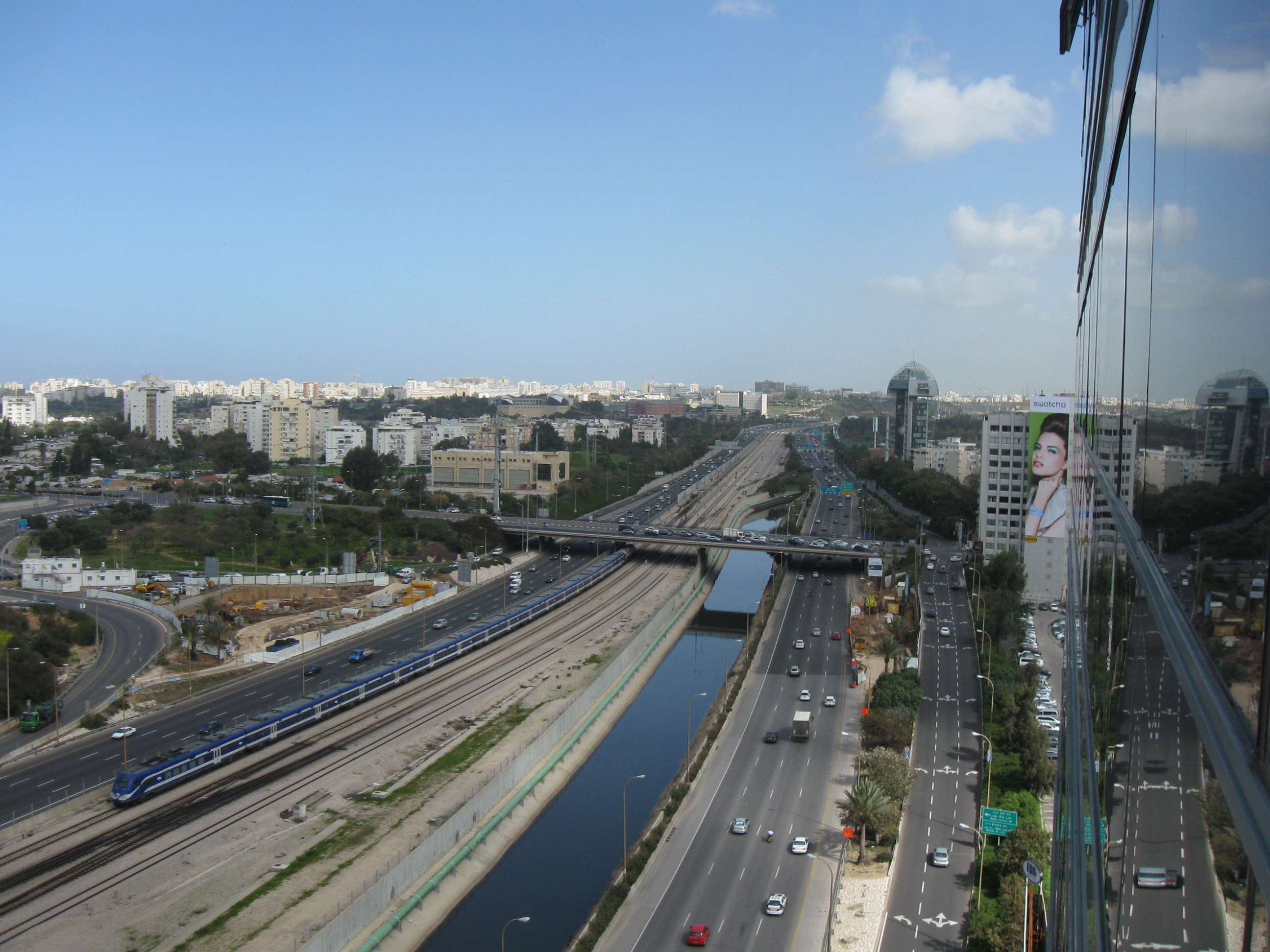
Pohled z výšky na dopravní koridor podél Ajalonu.

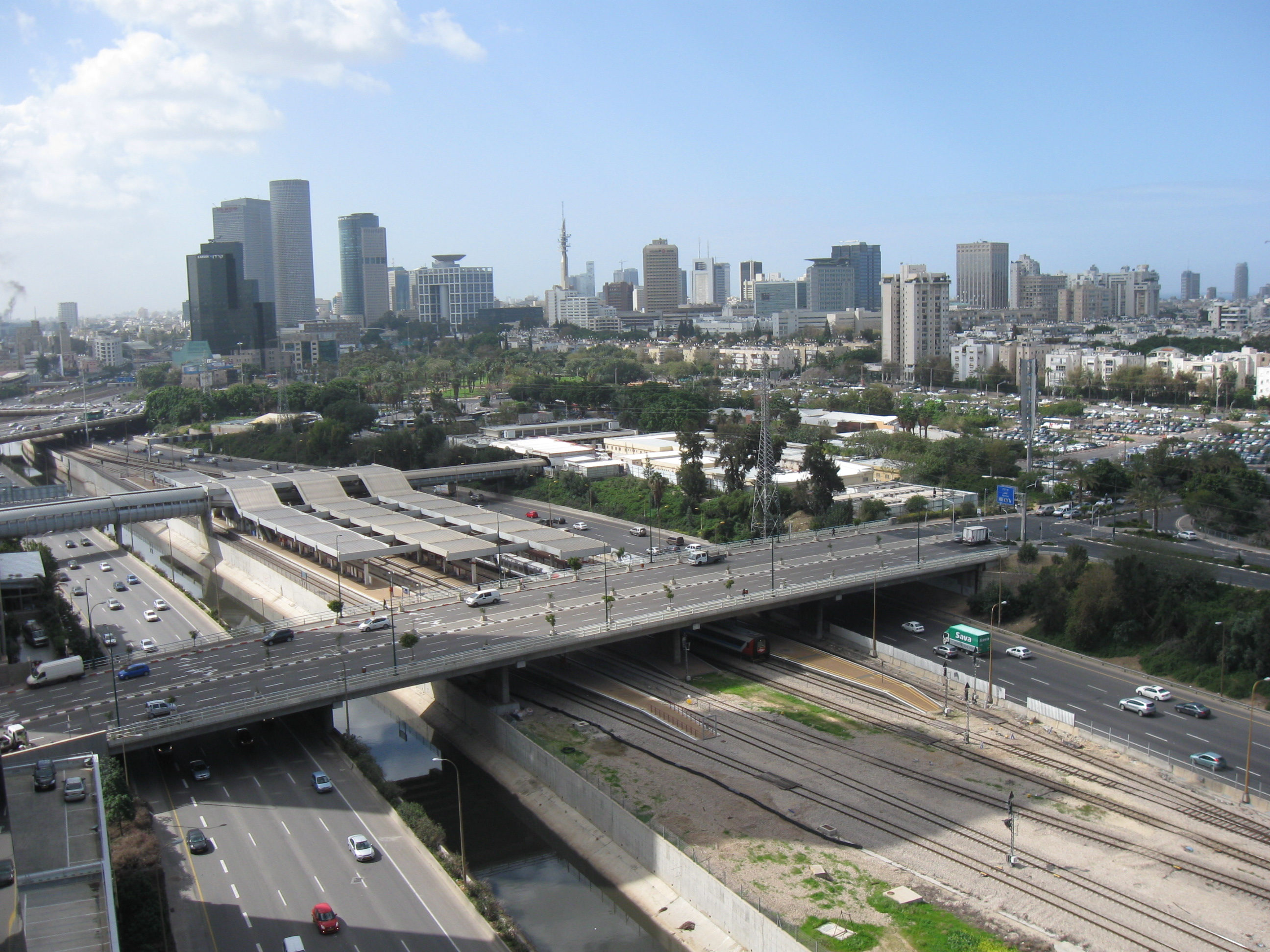
železniční stanice Tel Aviv Savidor merkaz.

Ajalonská železniční trať (hebrejsky מסילת איילון, mesilat Ajalon) je nejfrekventovanější železniční dopravní koridor v Izraeli, probíhající po východním okraji Tel Avivu.

## Dějiny
V poslední čtvrtině 20. století se na východním okraji Tel Avivu postupně zformoval dopravní koridor celostátního významu. Jde o několik kilometrů dlouhý úsek podél regulovaného koryta toku Nachal Ajalon, který byl do této trasy teprve druhotně převeden. Podél tohoto vodního toku vznikla kapacitní silniční komunikace, zvaná Ajalonská dálnice, která odvedla automobilovou dopravu z vlastního Tel Avivu a zároveň se stala hlavní severojižní dopravní osou telavivské aglomerace.
Podobnou roli plní i Ajalonská železniční trať. Do jejího zbudování probíhala severojižní železniční doprava po tzv. Východní železniční trati, která byla situována do nevyhovující periferní polohy. Roku 1954 se sice otevřela v prostoru budoucí Ajalonské trati železniční stanice Tel Aviv Savidor merkaz, do níž byla od severu zaústěna Pobřežní železniční trať z Haify, ale stanice postrádala napojení k jihu. Roku 1970 došlo k otevření železniční stanice Tel Aviv darom na jihu pozdějšího Ajalonského dopravního koridoru, která obsluhovala vlaky na jih státu. Mezi oběma těmito hlavními telavivskými stanicemi ale nebylo spojení. K zásadní změně došlo až počátkem 90. let. Roku 1993 byla Ajalonská železniční trať zprovozněna a vznikl tak přímý železniční tah podél východního okraje Tel Avivu. Roku 1996 se pro veřejnost otevřela železniční stanice Tel Aviv ha-Šalom. V roce 2000 přibyla ještě železniční stanice Tel Aviv ha-Hagana a železniční stanice Telavivská univerzita. Naopak stanice Tel Aviv darom byla zrušena, respektive uzavřena pro osobní přepravu. V první fázi byla Ajalonská železniční trať dvoukolejná. Roku 2006 bylo dokončeno inženýrsky i logisticky náročné přidání třetí koleje.
Ajalonskou tratí projíždí většina vlakových linek v Izraeli. Každá ze čtyř zdejších stanic byla dle jízdního řádu pro rok 2015 obsluhována sedmi linkami (v roce 2018 to je šest linek). Význam železniční dopravy v aglomeraci Tel Avivu i celém Izraeli přitom dále narůstá. Probíhá výstavba nových tratí, včetně Vysokorychlostní železniční trati Tel Aviv – Jeruzalém, zprovozněné částečně (jen v úseku od mezinárodního letiště do Jeruzaléma) roku 2018. Kapacita Ajalonské trati tak v druhé dekádě 21. století opět přestala vyhovovat nárokům. V roce 2018 schválila Národní plánovací komise pro infrastrukturu pod vedením Avigdora Jicchakiho projekt výstavby čtvrté koleje na této trati (přidání čtvrté koleje v úseku od křižovatky Halacha ke křižovatce Kibuc Galujot a přidání třetí a čtvrté koleje v dosud dvoukolejném úseku od křižovatky Kibuc Galujot k stanici Lod), čímž by kapacita vzrostla ze stávajících 28 na 42 vlakových souprav za hodinu. Stavba by měla být dohotovena do roku 2025 a náklady se odhadovaly na 5,5 miliardy šekelů. Ajalonský dopravní koridor je totiž plošně již prakticky beze zbytku využit, o omezený prostor zde soupeří železniční i silniční tepna a koryto vodního toku. Řešením mělo být odklonění vodního toku Nachal Ajalon, což s sebou ovšem nese nutnost vyřešit odtok vody, protože v zimním dešťovém období vykazuje Nachal Ajalon náhlé dramatické zvýšení průtoku, s tendencí k rozlévání se i na sousedící dopravní komunikace. Mezi zvažovaným řešením je vyčlenění rozlivových ploch a výstavba retenčních nádrží na horním toku Ajalonu, mimo aglomeraci Tel Avivu. V roce 2018 se rovněž uvádí, že se objevují dokonce i plány na výstavbu páté a šesté koleje, ale nebyly nijak oficiálně posunuty.

## Seznam stanic
V současnosti jsou na Ajalonské železniční trati následující stanice:
- železniční stanice Telavivská univerzita.
- železniční stanice Tel Aviv Savidor merkaz
- železniční stanice Tel Aviv ha-Šalom
- železniční stanice Tel Aviv ha-Hagana

## Linkové vedení
V Izraeli neexistuje pevné dělení na jednotlivé železniční tratě (historicky, geograficky a inženýrsky vymezené). Místo toho je zde preferován systém jednotlivých spojů (linek), které často vedou na větší vzdálenosti po několika historicky a geograficky odlišných traťových úsecích. V rámci linkového vedení Izraelských drah k roku 2018 je Ajalonská trať obsluhována šesti spoji. Sedmý spoj vychází přímo ze stanice Tel Aviv ha-Hagana do Beerševy.
- linka Ra'anana – Beerševa
- linka Binjamina – Aškelon
- linka Naharija – Beerševa
- linka Karmi'el – Beerševa
- linka Netanja – Bejt Šemeš
- linka Naharija – Modi'in
- linka Tel Aviv – Beerševa